# 3966 Cherednichenko
3966 Cherednichenko eller 1976 SD3 är en asteroid i huvudbältet som upptäcktes den 24 september 1976 av den rysk-sovjetiske astronomen Nikolaj Tjernych vid Krims astrofysiska observatorium på Krim. Den har fått sitt namn efter kometforskaren vid Kievs polytekniska institut Volodymyr Tjerednitjenko.
Asteroiden har en diameter på ungefär tjugo kilometer.